# Pierre Cassagne
Pour les articles homonymes, voir Cassagne.
 (mars 2019).
Si vous disposez d'ouvrages ou d'articles de référence ou si vous connaissez des sites web de qualité traitant du thème abordé ici, merci de compléter l'article en donnant les références utiles à sa vérifiabilité et en les liant à la section « Notes et références ».
Pierre Cassagne, né le 31 décembre 1762 à Toulouse (Haute-Garonne) et mort le 26 novembre 1833 à Nancy (Meurthe-et-Moselle), est un général français de la Révolution et de l’Empire.

## Biographie
Il entre comme soldat le 1er mars 1779, dans le régiment d'Artois (48e d'infanterie), et y est successivement nommé caporal le 1er septembre 1782, sergent le 16 août 1784, fourrier en décembre 1786, et sergent-major le 1er décembre 1789.
Devenu adjudant sous-officier le 30 septembre 1791, il obtient le grade de lieutenant le 31 mai 1792, et celui de capitaine adjudant-major en janvier 1793. Il prend une part distinguée aux guerres de 1792 à l'an V, à l'armée du Rhin, et y mérite le grade de chef de bataillon, qui lui est conféré le 8 brumaire an II, avec ordre de prendre le commandement du 1er bataillon de volontaires de la Corrèze, incorporé dans la 7e demi-brigade d'infanterie légère, devenue 3e demi-brigade en l'an IV, et 3e régiment de même arme en l'an XII. Le 6 messidor de la même année, il est nommé chef de brigade de la 7e légère, et combat vaillamment à la tête de ce corps à l'affaire qui a lieu le 6 brumaire an III, et y est blessé d'un coup de feu.
Le 23 thermidor an IV, au combat d'Oberkamlach, le chef de brigade Cassagne poursuit vivement les émigrés de l'arrière-garde du prince de Condé, et leur fait quelques prisonniers. Celui-ci, qui occupe une mauvaise position sur les hauteurs de Meindelheim, sent bientôt qu'il ne peut la garder. Mais avant de battre en retraite, il veut essayer à la faveur de la nuit, de réparer l'échec qu'il vient d'essuyer. En conséquence le 26, à une heure du matin, il attaque vigoureusement les républicains, dont les avant-postes sont d'abord rejetés jusque vers le bois en arrière de Kammlach. Le combat est très-vif. Cassagne et sa demi-brigade, quoique accablés par le nombre, se défendent avec acharnement, mais peut-être eussent-ils enfin succombé, si le 89e de ligne ne fût arrivé à leur secours. Dès ce moment, les républicains reprennent l'avantage, et les émigrés battus, sont obligés de se retirer, laissant sur le champ de bataille un grand nombre des leurs, parmi lesquels se trouvent cinquante chevaliers de Saint-Louis et huit officiers supérieurs des chasseurs nobles.
Le 9 brumaire an V, dans une attaque que font les Autrichiens, à huit heures du soir, sur les ouvrages de la tête de pont d'Huningue, ils emportent après un combat opiniâtre, la demi-lune et paraissent vouloir s'y établir, lorsque le général Abatucci, se mettant à la tête des compagnies de grenadiers de la 89e, commandée par le chef de brigade Cassagne, sort tout à coup de l'ouvrage à cornes, se précipite sur les Autrichiens, et les chasse de tous les postes dont ils s'étaient emparés. Mais ce succès est chèrement acheté par les Français, car c'est dans cette dernière attaque qu'Abatucci reçoit le coup mortel.
Le 10 pluviôse suivant, dans une sortie que fait, à trois heures du matin, le général Dufour, commandant Huningue, depuis la mort du général Abatucci, le chef de brigade Cassagne, avec ses troupes formées en deux colonnes, attaque les Autrichiens, les repousse, détruit leurs ouvrages, encloue leur artillerie, et ramène avec lui dans la place 2 pièces de canon et quelques centaines de prisonniers. Il se trouve à la reddition d'Huningue le 17 du même mois, et prend part à toutes les affaires qui terminent cette campagne sur le Rhin.
Passé en l'an VI, à l'armée d'Angleterre, il sert à celle d'Italie de l'an VII à l'an IX inclusivement. Il est blessé d'un coup de feu à l'affaire du 13 brumaire an VII, sous les ordres du général en chef Championnet, et ne dément point la réputation qu'il s'est acquise dans les guerres précédentes.
On trouve le chef de brigade Cassagne commandant la 25e demi brigade sous les ordres du général Soult en Italie, en 1800 à Sassello et le 23 avril 1800 à Saint-Pierre d'Arena. Pendant le siège de Gênes le 13 germinal an VIII, l'ennemi tente d'enlever les troupes chargées de la défense de Saint-Pierre d'Arena. Son plan habilement combiné est exécuté avec audace. Une heure avant le jour, le général ennemi fait passer la Polavéra au régiment de Nadasty, qui file entre Saint-Pierre d'Arena et Rivarolo, et coupe par cette manœuvre la 5e légère qui garde ce poste, des 3e et 25e de même arme qui occupent le premier. Les Autrichiens arrivant ainsi à l'improviste à Saint-Pierre d'Arena, enlèvent tous les petits postes qui se trouvent sur leur passage, surprennent trois bataillons qu'ils repoussent sur les hauteurs, et profitent de ce premier succès pour prendre à revers le 2e bataillon de la 25e qui se trouve en position à la Marine. Déjà le régiment de Nadasty a fait quelques prisonniers de ce corps, lorsque Cassagne à la tête de 2 bataillons de la 3 légère, le charge avec vigueur et met le désordre dans ses rangs. Déconcerté par cette brusque attaque, le chef de la colonne autrichienne en voulant se retirer, tombe dans le piège que lui tend un des officiers tombés en son pouvoir, et est lui-même fait prisonnier avec 430 hommes de Nadasty.
Nommé général de brigade le 1er floréal suivant, et confirmé dans ce grade par arrêté du premier Consul du 4 brumaire an IX, Cassagne se distingue encore le 4 nivôse de cette dernière année, à la bataille de Pozzolo et au passage du Mincio, où il commande une des brigades de la division Moncey.
Employé dans la 27e division militaire en germinal an IX, et désigné pour la 23e dans le placement de l'an XI, il est nommé lieutenant du capitaine-général de la Louisiane le 28 vendémiaire de cette dernière année, mais il ne va point remplir ces fonctions, et est employé au commandement d'une brigade du camp d'Utrecht pendant les ans XII et XIII.
Fait membre de la Légion d'honneur le 19 frimaire an XII, il en est nommé officier le 25 prairial suivant, et est ensuite désigné par l'Empereur pour faire partie du collège électoral du département de la Haute-Garonne. Il fait les campagnes de l'an XIV avec la 1re division du 2e corps de la Grande Armée, et est mis en disponibilité pendant l'année 1806.
Remis en activité pendant les six premiers mois de 1807, il reçoit l'ordre de se rendre à Paris le 1er janvier 1808, est créé baron de l'Empire le 19 mars suivant, et est employé dans la 12e division militaire le 9 septembre de la même année. Revenu à Paris par ordre du 6 mars 1809, il est investi du commandement supérieur de l'île d'Aix le 22 du même mois, et se rend sur-le-champ à son poste, ou il donne de nouvelles preuves de son zèle, de son dévouement et de sa fermeté, pendant l'exercice de ses fonctions.
Elevé au grade de commandeur de la Légion d'honneur le 23 janvier 1811, il est appelé au commandement de l'un des départements composant la 4e division militaire le 22 février 1812, et est nommé gouverneur de la ville et citadelle de Verdun le 20 janvier 1814. Après l'abdication de l'Empereur, il fait sa soumission au gouvernement royal, et reçoit la croix de chevalier de l'ordre royal et militaire de Saint-Louis en 1814.
Mis en non-activité le 1er septembre de la même année, le général Cassagne est chargé du commandement supérieur de Philippeville le 12 juin 1815. À peine arrivé à son poste, il a à le défendre contre les attaques des armées coalisées. 
Investie le 22 juin, la place de Philippeville n'a pour sa défense qu'une force de 1 534 hommes se composant des gardes nationaux de la Marne, de militaires en retraite du même département, d'un détachement du 88e régiment de ligne fort de 60 hommes, de 30 artilleurs du 6e régiment, d'une compagnie de 100 canonniers bourgeois et de 93 douaniers. 
Les gardes nationales et les militaires en retraite n'ont aucun vêtement militaire ni gibernes. Cette troupe est totalement dénuée de linge et chaussure, ce qui la décourage et excite la désertion. Les suites de la bataille de mont Saint-Jean ont attaqué le moral de la garnison. Se soustraire au service en abandonnant la place, ou le faire mal lorsque la surveillance arrête la désertion, tel est l'esprit qui l'anime alors, et c'est avec cette garnison qui diminue journellement, que le général Cassagne se maintient dans la place du 22 juin jusqu'au 8 août. Le feu de l'ennemi a allumé des incendies sur tous les points de la ville, une caserne a été entièrement brûlée, une seconde très-endommagée, et les magasins de fourrages et les grains perdus, lorsque le commandant rassemble le conseil de défense pour délibérer sur la conduite à tenir dans ces difficiles circonstances. Ce conseil émet l'opinion de la remise d'une place qu'on ne peut plus défendre, et qu'on doit craindre de voir prendre de vive force, et en conséquence cette remise est faite le 8 août.
Le gouvernement de la Restauration, auquel cette résistance prolongée est loin d'être favorable, croit cependant devoir soumettre à l'examen d'un conseil d'enquête, présidé par le lieutenant-général comte Maison, la conduite du général Cassagne et les circonstances qui ont amené là reddition de la place de Philippeville, dont il est commandant supérieur. Ce conseil approuve à l'unanimité la conduite militaire du baron Cassagne, et celle des membres du conseil de défense, et les déclare sans reproches.
Cassagne est admis à la retraite par décision royale du 4 septembre 1815, et il se retire dans ses foyers. 
Il est mort le 26 novembre 1833.

## Armoiries
| Figure | Blasonnement |
|        | Armes du baron Cassagne et de l'Empire (décret du 19 mars 1808, lettres patentes du 5 août 1812) Coupé : au I, parti d'azur à une forteresse d'argent et du quartier des Barons militaires de l'Empire ; au 2, d'or au lion naissant de sable tenant une épée de gueules, issant d'une onde de sinople. |